# Brigitte Take
Brigitte Take (* 27. September 1949 in Radegast) ist eine deutsche Politikerin (CDU) und Mitglied des Landtages Sachsen-Anhalt.

## Leben
Brigitte Take besuchte bis 1964 die Polytechnische Oberschule und absolvierte im Jahr 1968 ihr Abitur mit dem Facharbeiterbrief als Betriebs- und Verkehrseisenbahner. Anschließend studierte sie zwischen 1968 und 1972 an der Martin-Luther-Universität. Im Jahr 1972 war Frau Take Diplom-Lehrerin für Russisch und Französisch an der Schule „Völkerfreundschaft“. Zwischen 1972 und 1990 war sie als Fremdsprachenlehrerin tätig.
Von 1990 bis 2001 war Frau Take Unternehmerin und Geschäftsführerin im Autohaus Take mobile in Köthen. Zwischen 2002 und 2006 arbeitete sie im Abgeordnetenbüro von Werner Sobetzko.
Brigitte Take war bis 2004 Mitglied im Vorstand der Kultur-, Sport- und Sozialstiftung Stadt Köthen. Von 2004 bis 2006 und seit 2009 war/ist sie Kuratoriumsmitglied dieser Stiftung. Außerdem ist sie Mitglied im Förderverein der Evangelischen Grundschule und des Ludwigsgymnasiums. Daneben ist Frau Take Mitglied im Hahnemann-Lutze-Verein und stellvertretende Landesvorsitzende der Frauenunion.
Frau Take ist katholisch, verwitwet und hat zwei Kinder.

## Politik
Brigitte Take ist seit 1999 Mitglied im Stadtrat Köthen. Im Jahr 2001 trat sie der CDU bei. Von 2002 bis 2006 und seit 2009 war/ist sie CDU-Fraktionsvorsitzende im Stadtrat Köthen. Zwischen 2004 und 2007 war sie Kreistagsmitglied und von 2002 bis 2007 stellvertretende CDU-Kreisvorsitzende. Von 2002 bis 2007 war Frau Take Mitglied im Stadtverbandsvorstand. Darüber hinaus ist sie Vertriebenenpolitische Sprecherin und Integrationsbeauftragte der CDU-Fraktion.
Im März 2006 wurde Brigitte Take über den Wahlkreis 22 (Köthen) erstmals in den Landtag von Sachsen-Anhalt gewählt. Dort ist sie Mitglied im Ausschuss für Wirtschaft und Arbeit. Bei der Landtagswahl im März 2011 konnte sie ihren Wahlerfolg wiederholen.